# ميا توريتو
ميا توريتو هي شخصية خيالية من سلسلة السريع والغاضب . يصورها جوردانا بروستر . 
هي أخت دومينيك وجاكوب ، ابنة جاك توريتو ، والدة جاك أوكونر وابنة لم تذكر اسمها ، وابنة عم توني وفرناندو ، وخالة بريان ماركوس توريتو. والدة الأشقاء توريتو غير معروفة ، حيث نشأت ميا مع شقيقيها وأبيها.